# مبرهنة الطاقة الحركية
مبرهنة الطاقة الحركية من المبرهنات التي تبقى صالحة في الميكانيكا الكلاسيكية.
يساوي تغير الطاقة الحركية (ΔEk) لدى نقطة مادية كتلتها ثابتة في نظام عطالي تنتقل من موضع (A) لآخر (B) مجموع أشغال القوى الخارجية والداخلية المؤثرة فيها. ΔEkAB = EkB - EkA = ΣWABF
برهان
يتعلق تسارع مركز ثقل الجسم المادي بالقوى المؤثرة فيه، بحسب قانون نيوتن الثاني. m · a = F
في مدة معينة (dt)، ينتقل الجسم بمسافة تساوي جداء سرعته (v) والمدة. du = v · dt
يستنتج شغل القوى الابتدائي. δW = F · du = m · a · du = m · dv/dt · v · dt = m · v · dv
إذا انتقل الجسم من نقطة (A) لأخرى (B)، يحصل على الشغل الكلي بالتكامل. W = ∫BA F · du = ∫vBvA m · v · dv
جذاء السرعة ومشتقها (v · dv) مشتق جزئي، فيكون التكامل غير متعلق بطريقة الانتقال بين النقطتين ويمكن إيجاده بالنشر. W = m · ∫vBvA v · dv
W = m · ( ∫vxBvxA vx · dvx + ∫vyBvyA vy · dvy + ∫vzBvzA vz · dvz ) = m · ( [ v2x/2 ]vxBvxA + [ v2y/2 ]vyBvyA + [ v2z/2 ]vzBvzA ) = m · ( v2xB-v2xA / 2 + v2yB-v2yA / 2 + v2zB-v2zA / 2 ) 
W  = m/2 · [ ( v2xB + v2yB + v2zB ) - ( v2xA + v2yA + v2zA ) ] = m/2 · ( || vB ||2 - || vA ||2 ) = m/2 · ( v2B - v2A ) = m/2 · v2B - m/2 · v2A =  EkB - EkA 